# Sakania
Sakania è una città della Repubblica Democratica del Congo, situata nella Provincia dell'Alto Katanga.